# Bandera de Llavorsí
La bandera oficial de Llavorsí té la següent descripció:
Bandera apaïsada, de proporcions dos d'alt per tres de llarg, vermella, amb una Y blanca de braços ondats de 4 ones en els bifurcats i 8 al tronc, de gruix 1/6 de l'alçària del drap, posada horitzontalment amb els braços bifurcats als angles de la vora de l'asta en el primer terç vertical, i el tronc, a manera de faixa, centrat sobre els altres dos terços.
Va ser aprovada el 21 de novembre de 2006 i publicada en el DOGC el 14 de desembre del mateix any amb el número 4780.